# Westelijk Nieuw-Guinea

Westelijk Nieuw-Guinea

Westelijk Nieuw-Guinea, Irian Barat (West-Irian) is het westelijke deel van het Melanesische eiland Nieuw-Guinea.
Westelijk Nieuw-Guinea omvat de zes huidige Indonesische provincies: Papoea, West-Papoea, Papoea Gebergte, Centraal Papoea, Zuid Papoea en Zuidwest Papoea (sinds 2022).
Vanaf 1949 tot 1962 was het gebied een Nederlandse kolonie onder de naam Nederlands-Nieuw-Guinea. De Nieuw-Guinea Raad was het vertegenwoordigend bestuur van de Nederlandse kolonie Nederlands-Nieuw-Guinea tussen april 1961 en april 1963. De Indonesische president Soekarno wilde echter dat het gebied deel ging uitmaken van de republiek Indonesië, en probeerde dit te realiseren via de Verenigde Naties. Ook dreigde hij in het gebied een oorlog te ontketenen, en stuurde militaire infiltranten. In 1962 werd het bestuur tijdelijk aan de Verenigde Naties overgedragen (UNTEA), en in 1963 kreeg Indonesië zeggenschap over het gebied, dat de naam Irian Barat kreeg. Na het aftreden van Soekarno en het aantreden van Soeharto als president van Indonesië werd de naam van het gebied omgedoopt tot Irian Jaya. In 2000 besloot president Abdurrahman Wahid de provincie de naam Papoea te geven.
De naam Irian Barat of West-Irian moet niet worden verward met de naam van de westelijke deelprovincie van het gebied. Deze deelprovincie werd tot 2007 West-Irian Jaya (Irian Jaya Barat) genoemd, en sinds 2007 West-Papoea (Papua Barat).

## Naam
Sprekers kiezen de naam voor Westelijk Nieuw-Guinea op basis van hun politieke oriëntatie.
Het woord Irian is afkomstig uit de taal van het eiland Biak en wordt ook wel geschreven als Irrian. De betekenis van het woord is oprijzend, en doelt op het in de verte oprijzende land gezien vanuit het perspectief van het eiland Biak. Bedoeld wordt dan het grote, broeierig warme land van Nieuw-Guinea. In 1945-1946 is door een aantal inwoners van Biak voorgesteld het woord Irian te gebruiken als aanduiding voor het gebied van Nederlands-Nieuw-Guinea als tegenhanger van deze als koloniaal gevoelde naam voor het gebied. Het woord Papoea als naam voor het gebied werd toen als denigrerend beschouwd. Een inwoner van Nederlands-Nieuw-Guinea zou dan een Irianees zijn. De woorden Irian en Irianees zouden kunnen fungeren als aanduiding van een gezamenlijke identiteit van de volken van Nederlands-Nieuw-Guinea, die van oorsprong geen samenhangende relatie met elkaar hadden en vaak zich van elkaars bestaan niet bewust waren.
De naam Irian kwam officieel in zwang na de overdracht van het bestuur aan Indonesië in 1963. De Indonesiërs gaven het gebied de naam Irian Barat (West-Irian). President Soeharto doopte de naam later om tot Irian Jaya of Glorieus Irian, een naam die tot 2000 in stand zou blijven.
De naam Irian raakte bij de plaatselijke bevolking in diskrediet toen men erachter kwam dat het woord in het Arabisch de betekenis heeft van naakte mens. Irian Jaya zou dan vertaald kunnen worden als overwinning op de naakte mensen, een voor de Papoea-bevolking van het gebied beledigende naam, die bovendien het gevoel van onderdrukking door het Indonesische regime versterkte. President Wahid stelde daarom voor de naam van het gebied te veranderen in Papoea.
Desondanks wordt de naam Irian Jaya nog steeds gebruikt, met name door nationalistische Indonesiërs en voormannen van het Indonesische leger.
Onder het bewind van de Indonesische president Abdurrahman Wahid werd aan Westelijk Nieuw-Guinea de naam Papoea gegeven. Onafhankelijkheidsactivisten verwijzen naar de regio als de Republiek West-Papoea, terwijl Indonesië sinds 2007 ook West-Papoea gebruiken om de meest westelijke provincie van Nieuw-Guinea te noemen.

## Opdeling
President Megawati Soekarnoputri besloot onder druk van de Binnenlandse Veiligheidsdienst BIN en het Indonesische leger TNI, Tentara Nasional Indonesia, om per decreet in januari 2003 Westelijk Nieuw-Guinea in de drie provincies te verdelen. Een provincie West-Irian Jaya of Irian Jaya (Irja) Barat met Manokwari als hoofdstad en een provincie Midden-Irian Jaya of Irian Jaya Tengah met Timika als hoofdstad, terwijl het restant, het oostelijke deel van Westelijk Nieuw-Guinea, gewoon Papoea bleef heten met Jayapura (regentschap/Kota Madya) als hoofdstad.
Uiteindelijk is, na massale protesten van de bevolking en een juridische procedure tot het hooggerechtshof, alleen West-Irian Jaya gevormd, als afsplitsing van de oorspronkelijke provincie Papoea. In 2007 werd de afgesplitste provincie omgedoopt in West-Papoea.